# Megachile monticola
Megachile monticola là một loài Hymenoptera trong họ Megachilidae. Loài này được Smith mô tả khoa học năm 1853.